# أسل سفوي
أسل سفوي (الاسم العلمي: Juncus aristatus) نوع نباتي يتبع جنس الأسل وينتمي إلى الفصيلة الأسلية.